# Vranec jedlový
Vranec jedlový (Huperzia selago) je vytrvalá rostlina patřící do čeledi plavuňovité (Lycopodiaceae). Vranec jedlový je podobný plavuním, na rozdíl od nich však nevytváří výtrusnicové klasy. Je rozšířen v severních a horských oblastech Eurasie a Severní Ameriky. Vyskytuje se roztroušeně i ve vyšších polohách České republiky.

## Popis

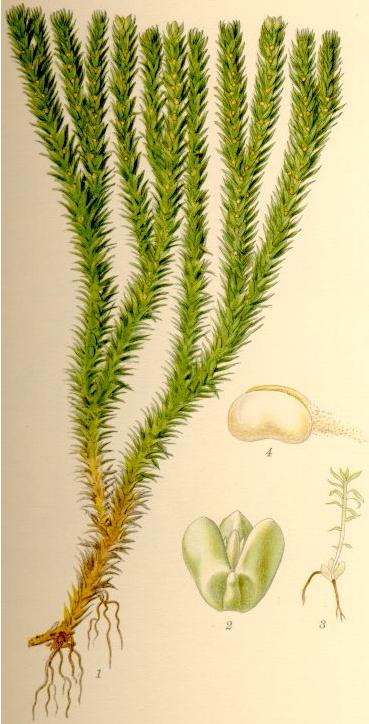
Nákres vrance jedlového

Vranec jedlový je vytrvalá, trsnatá bylina s vidličnatě větvenou, přímou nebo na bázi krátce poléhavou lodyhou. Dorůstá výšky 5 až 30 cm. Lodyha je hustě pokryta tmavě zelenými až žlutozelenými, čárkovitě kopinatými listy. Listy jsou celokrajné nebo nezřetelně zubaté, špičaté, 7 až 10 mm dlouhé, přitisklé k lodyze, odstávající nebo nazpět ohnuté, uspořádané nejčastěji do 8 řad. Výtrusnice se tvoří jednotlivě v paždí středních a horních listů, rostliny na rozdíl od plavuní nevytvářejí výtrusnicové klasy. Výtrusnice jsou ledvinovité, krátce stopkaté, za zralosti hnědé. Po dozrání pukají na vrcholu příčnou štěrbinou. Vranec se také rozmnožuje vegetativně pomocí opadavých pupenů, které se vytvářejí v úžlabí lístků v horní části lodyžních větví. Výtrusy dozrávají od července do října.
Výtrusy potřebují dlouhou dobu klidu. Někdy až po šesti letech z nich vyrůstá prothalium (prokel), které pokračuje v růstu jen tehdy, pronikne-li do jeho pletiva mycelium určitého druhu houby (endotrofní mykorhiza). Prokel dosahuje délky nejvýše 20 mm a vyvíjí se velmi pomalu. Dospívá teprve po 12 až 15 letech a žije pak ještě dalších nejméně 20 let. Na dospělém proklu se vytvářejí pohlavní orgány – pelatky a zárodečníky. Oplozením vaječné buňky v zárodečníku vzniká diploidní zygota, základ nové rostliny.

## Ekologie
Roste na půdách vlhkých, kyselých, rašelinných či nevápenatých. Vyskytuje se v jehličnatých a bukových lesích hor a podhůří, na alpínských holích a klečových porostech.

## Celkové rozšíření
Je to cirkumpolární druh s velkým rozšířením v Evropě, Asii i v Severní Americe. V ČR se vyskytuje nejčastěji v pohraničních horách, na Českomoravské vrchovině či v Brdech, vzácně i v pahorkatině. V nížinách chybí.

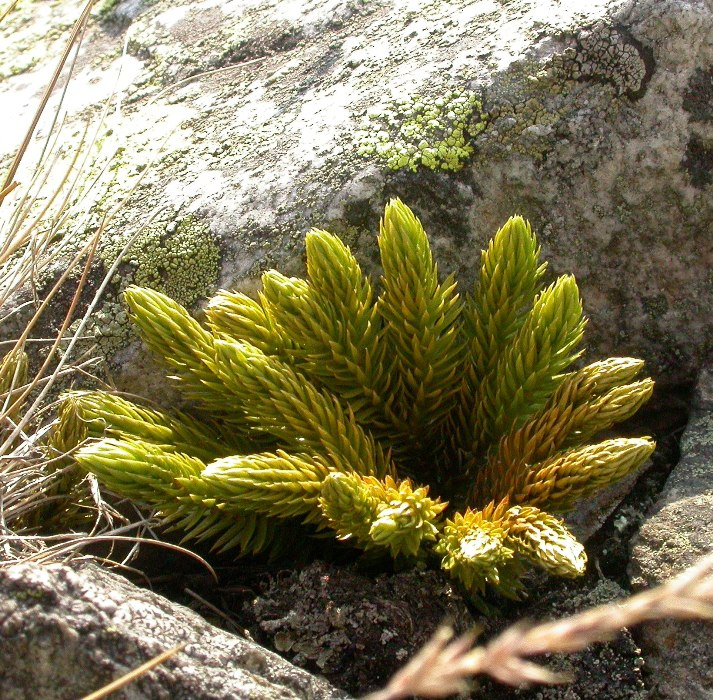
Vranec jedlový, forma imbricata

## Taxonomie
V českých pohraničních horách (Krkonoše, Hrubý Jeseník, Beskydy aj.) se na výslunných stanovištích vyskytují žlutozeleně až rezavě zbarvené rostliny s krátkými a tupě špičatými, střechovitě se kryjícími listy. Tvoří též četné přechodové formy k normálním rostlinám. Nejčastěji se označují jako Huperzia selago f. imbricata.